# Epialtidae
Epialtidae là một họ cua thuộc bộ Decapoda. Họ này có khoảng hơn 400 loài, được phân vào khoảng 85 chi.

## Phân loại
Họ được chia thành các phân họ sau:
Phân họ Epialtinae MacLeay, 1838
- Acanthonyx Latreille, 1829
- Alcockia Števčić, 2005
- Antilibinia MacLeay, 1838
- Cyclonyx Miers, 1879
- Epialtoides Garth, 1958
- Epialtus H. Milne Edwards, 1854
- Esopus A. Milne-Edwards, 1875
- Eupleurodon Stimpson, 1871
- Goniothorax A. Milne-Edwards, 1879
- Griffinia Richer de Forges, 1994
- Huenia De Haan, 1837
- Leucippa H. Milne Edwards, 1834
- Lophorochinia Garth, 1969
- Menaethiops Alcock, 1895
- Menaethius H. Milne Edwards, 1834
- Mimulus Stimpson, 1860
- Mocosoa Stimpson, 1871
- Perinia Dana, 1851
- Pugettia Dana, 1851
- Sargassocarcinus Ward, 1936
- Simocarcinus Miers, 1879
- Taliepus A. Milne-Edwards, 1878
- Xenocarcinus White, 1847
- †Actinotocarcinus Jenkins, 1974
- †Eoinachoides Van Straelen, 1933
- †Nanomaja Müller & Collins, 1991
- †Panticarcinus Collins & Saward, 2006
- †Periacanthus Bittner, 1875

Phân họ Pisinae Dana, 1851
- Acanthophrys A. Milne-Edwards, 1865
- Anamathia Smith, 1885
- Apias Rathbun, 1897
- Apiomithrax Rathbun, 1897
- Austrolibinia Griffin, 1966
- Chorilia Dana, 1851
- Chorilibinia Lockington, 1877
- Chorinus Latreille, 1825
- Delsolaria Garth, 1973
- Doclea Leach, 1815
- Garthinia Richer de Forges & Ng, 2009
- Giranauria Griffin & Tranter, 1986
- Goniopugettia Sakai, 1986
- Guinotinia Richer de Forges & Ng, 2009
- Herbstia H. Milne Edwards, 1834
- Holoplites Rathbun, 1894
- Hoplophrys Henderson, 1893
- Hyastenus White, 1847
- Lahaina Dana, 1851
- Laubierinia Richer de Forges & Ng, 2009
- Lepidonaxia Targioni Tozzetti, 1877
- Lepteces Rathbun, 1893
- Leptomaia Griffin & Tranter, 1986
- Libidoclaea H. Milne Edwards & Lucas, 1842
- Libinia Leach, 1815
- Lissa Leach, 1815
- Loxorhynchus Stimpson, 1857
- Lyramaia Griffin & Tranter, 1986
- Micippoides A. Milne-Edwards, 1873
- Microlissa Pretzmann, 1961
- Micropisa Stimpson, 1857
- Nasutocarcinus Tavares, 1991
- Naxioides A. Milne-Edwards, 1865
- Neodoclea Buitendijk, 1950
- Nibilia A. Milne-Edwards, 1878
- Nicoya Wicksten, 1987
- Notolopas Stimpson, 1871
- Oplopisa A. Milne-Edwards, 1879
- Oxypleurodon Miers, 1886
- Pelia Bell, 1836
- Phalangipus Latreille, 1825
- Pisoides H. Milne Edwards & Lucas, 1843
- Rhinocarcinus Richer de Forges & Ng, 2009
- Rochinia A. Milne-Edwards, 1875
- Scyra Dana, 1851
- Sphenocarcinus A. Milne-Edwards, 1878
- Stegopleurodon Richer de Forges & Ng, 2009
- Thusaenys Griffin & Tranter, 1986
- Trachymaia A. Milne-Edwards, 1880
- Tylocarcinus Miers, 1879

Phân họ Pliosomatinae Števčić, 1994
- Pliosoma Stimpson, 1860

Phân họ Tychinae Dana, 1851
- Criocarcinus H. Milne Edwards, 1834
- Picrocerus A. Milne-Edwards, 1865
- Pitho Bell, 1836
- Stilbognathus von Martens, 1866
- Stilbomastax Williams, Shaw & Hopkins, 1977
- Tyche Bell, 1836

Ngoài ra có một phân họ đã tuyệt chủng là † Actinotocarcininae 

## Hình ảnh

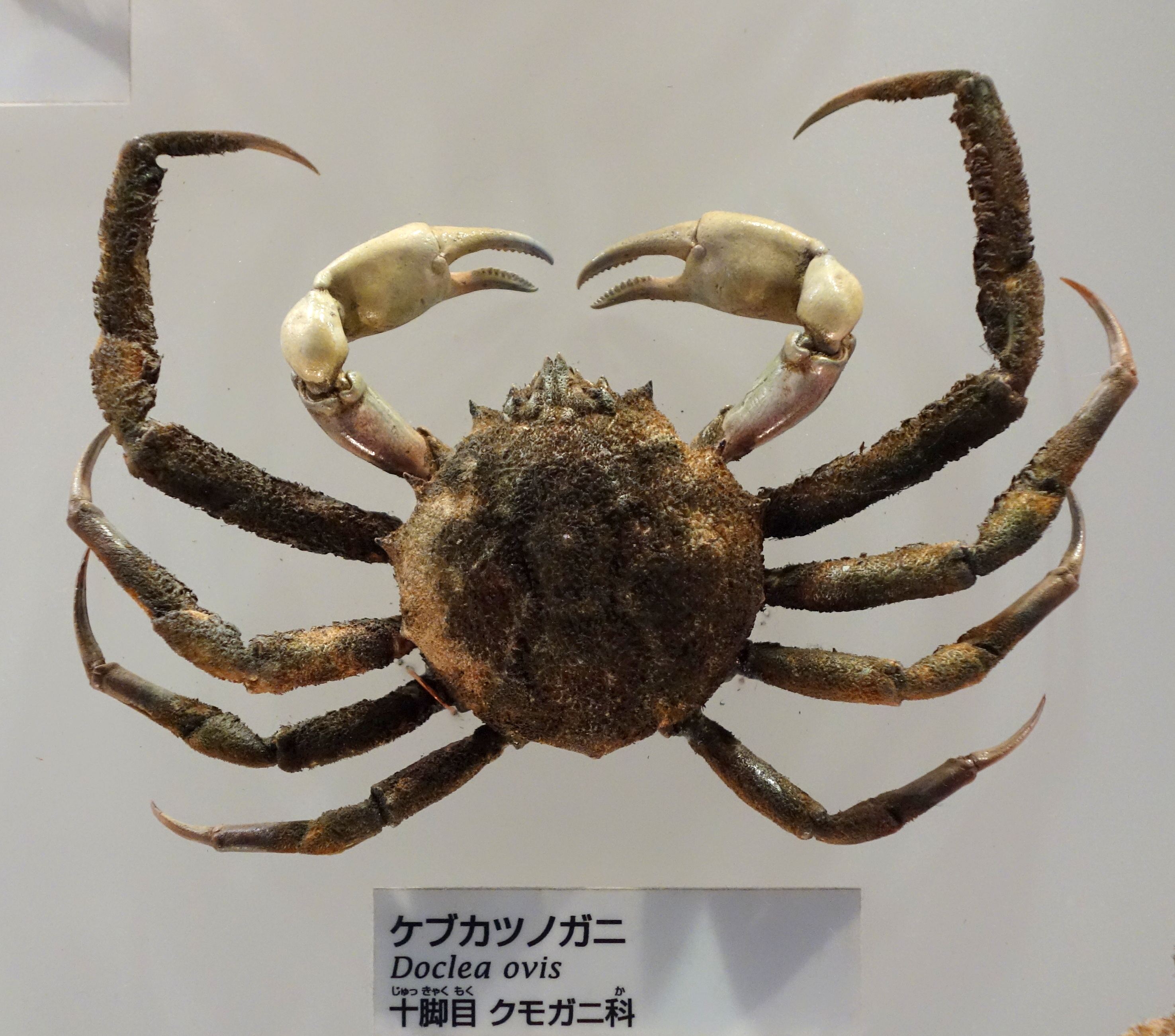
Doclea ovis
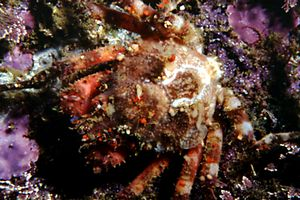
Herbstia condyliata
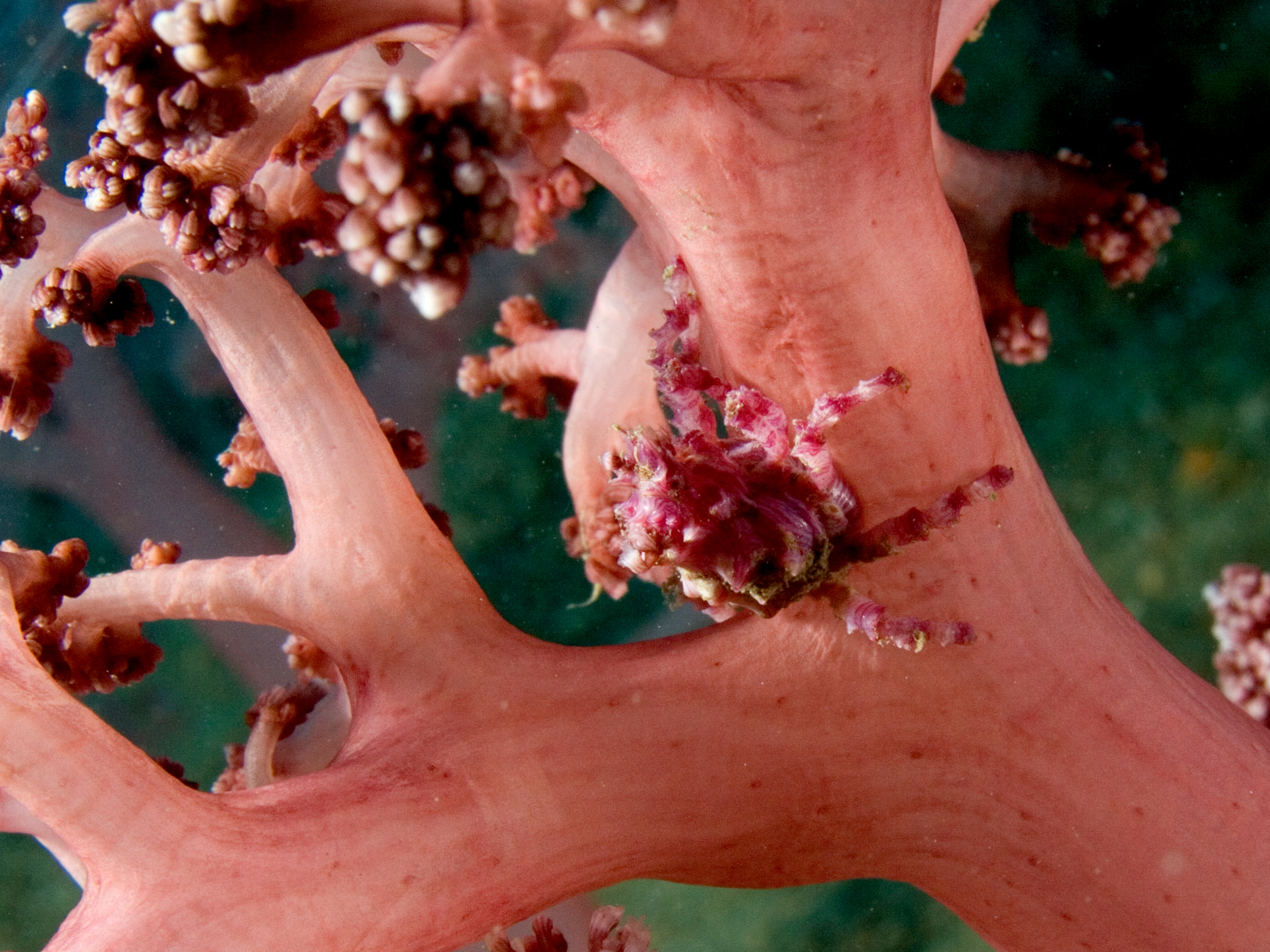
Hoplophrys oatesi
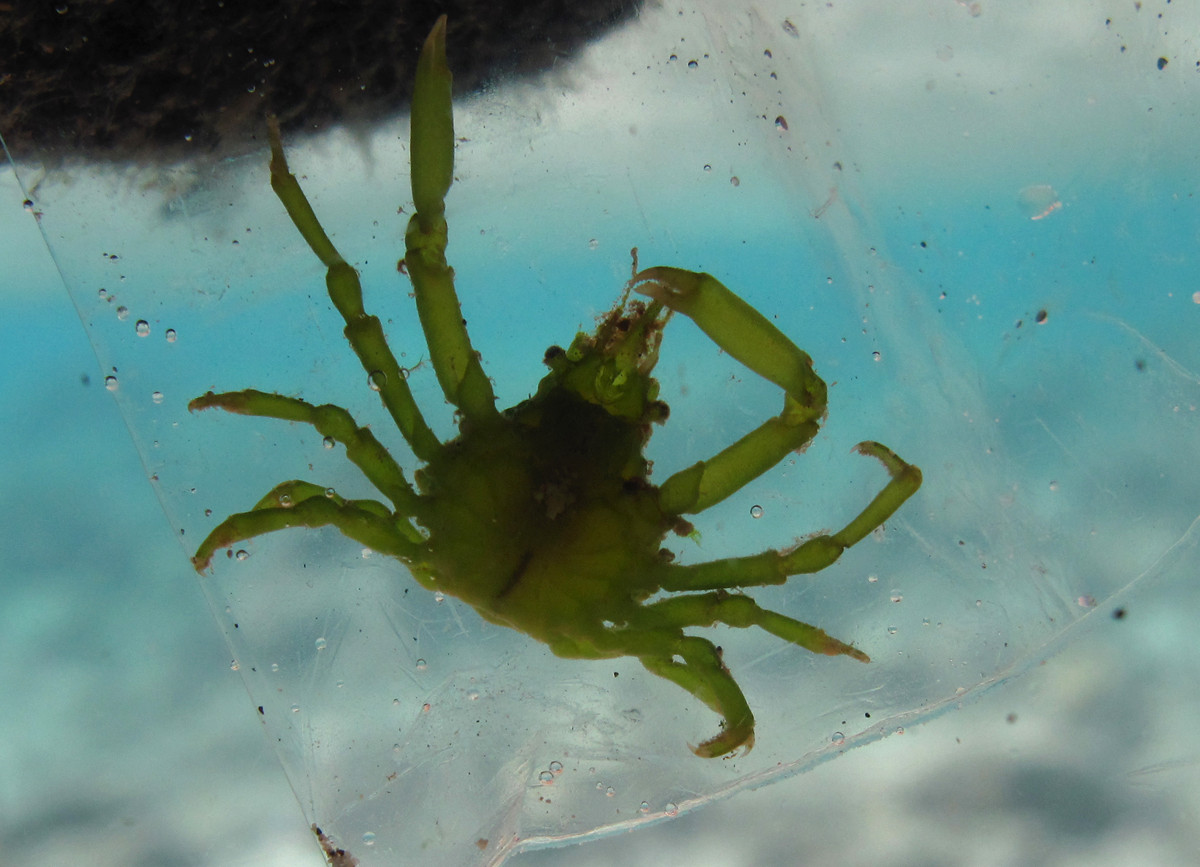
Huenia grandidierii
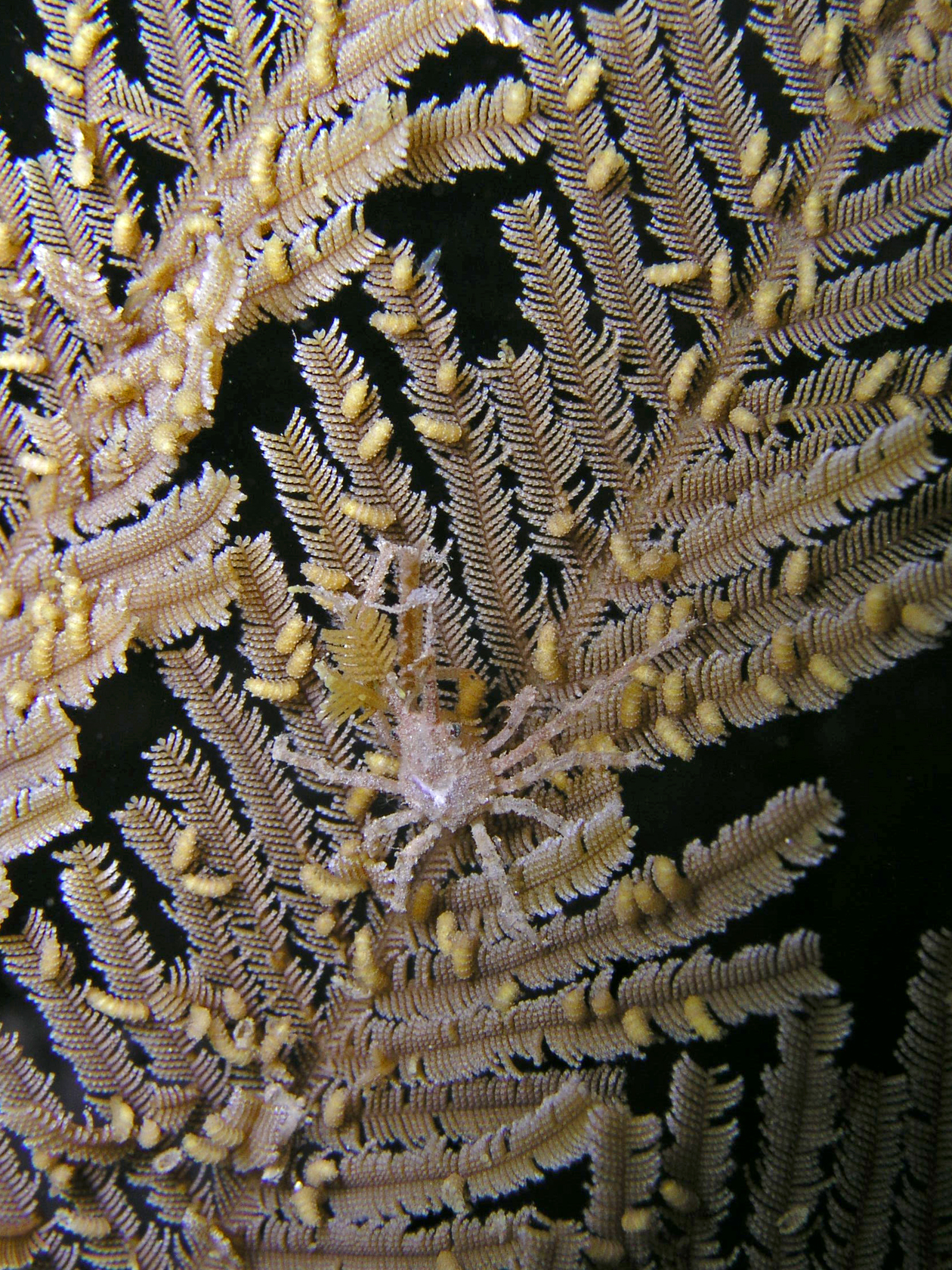
Hyastenus bispinosus
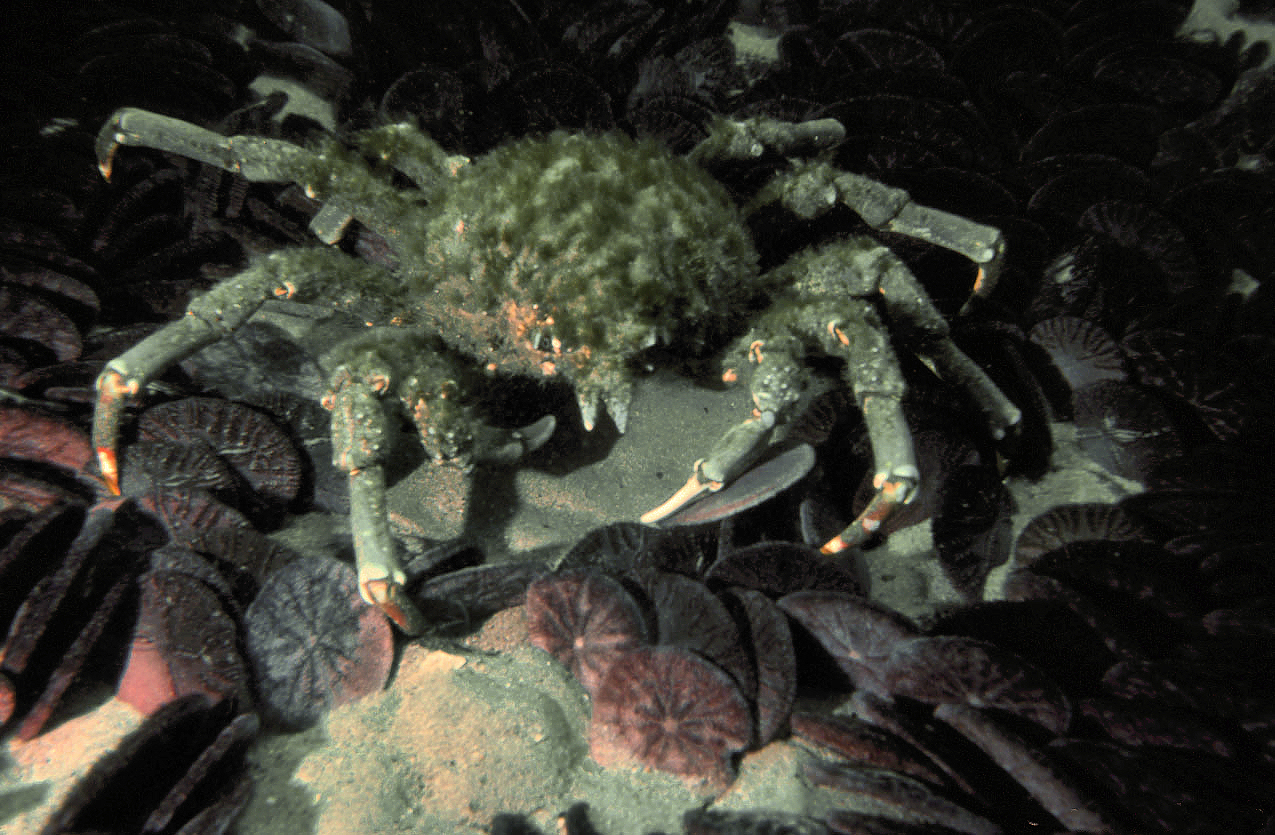
Loxorhynchus grandis
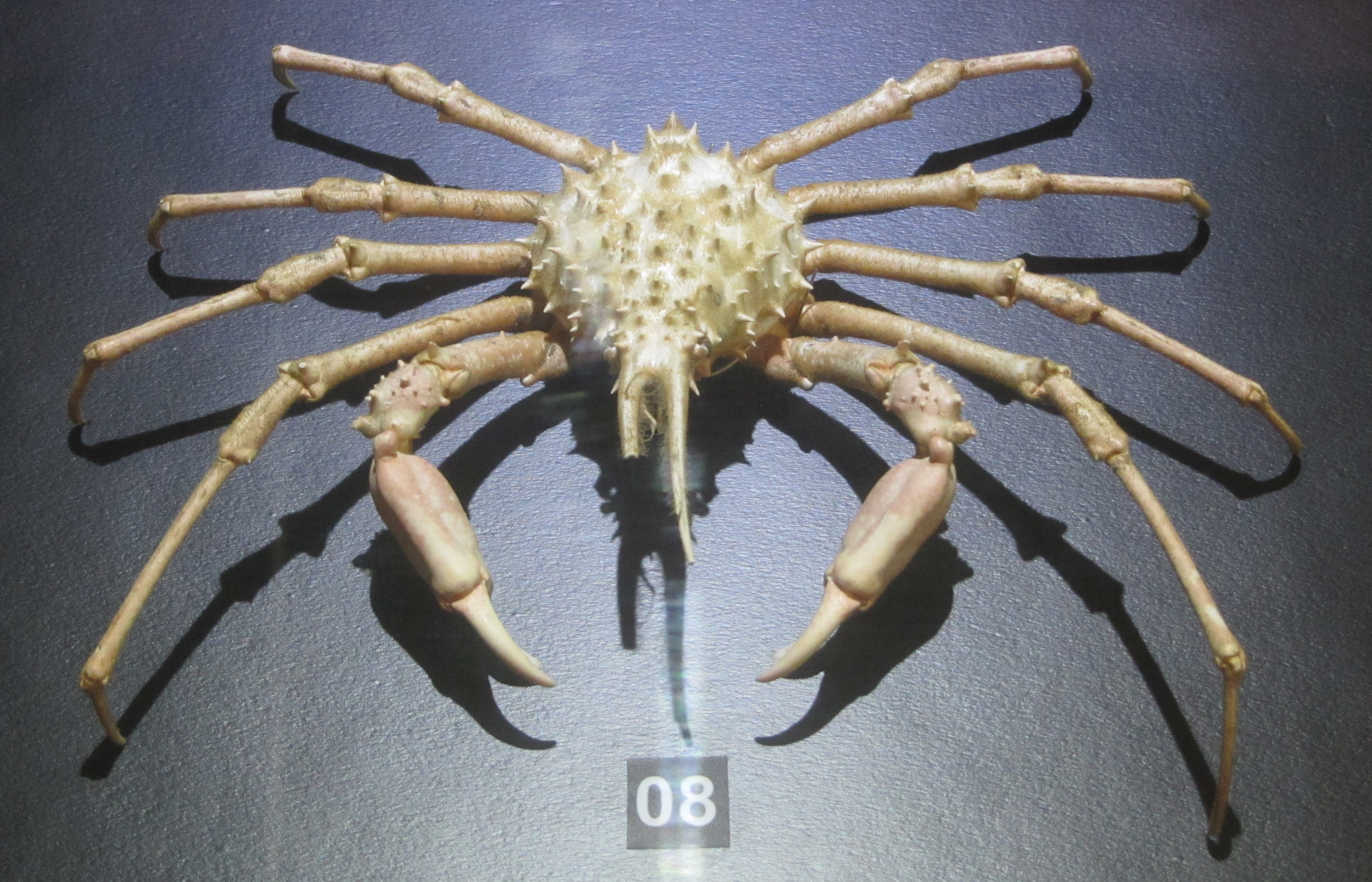
Naxioides robillardi
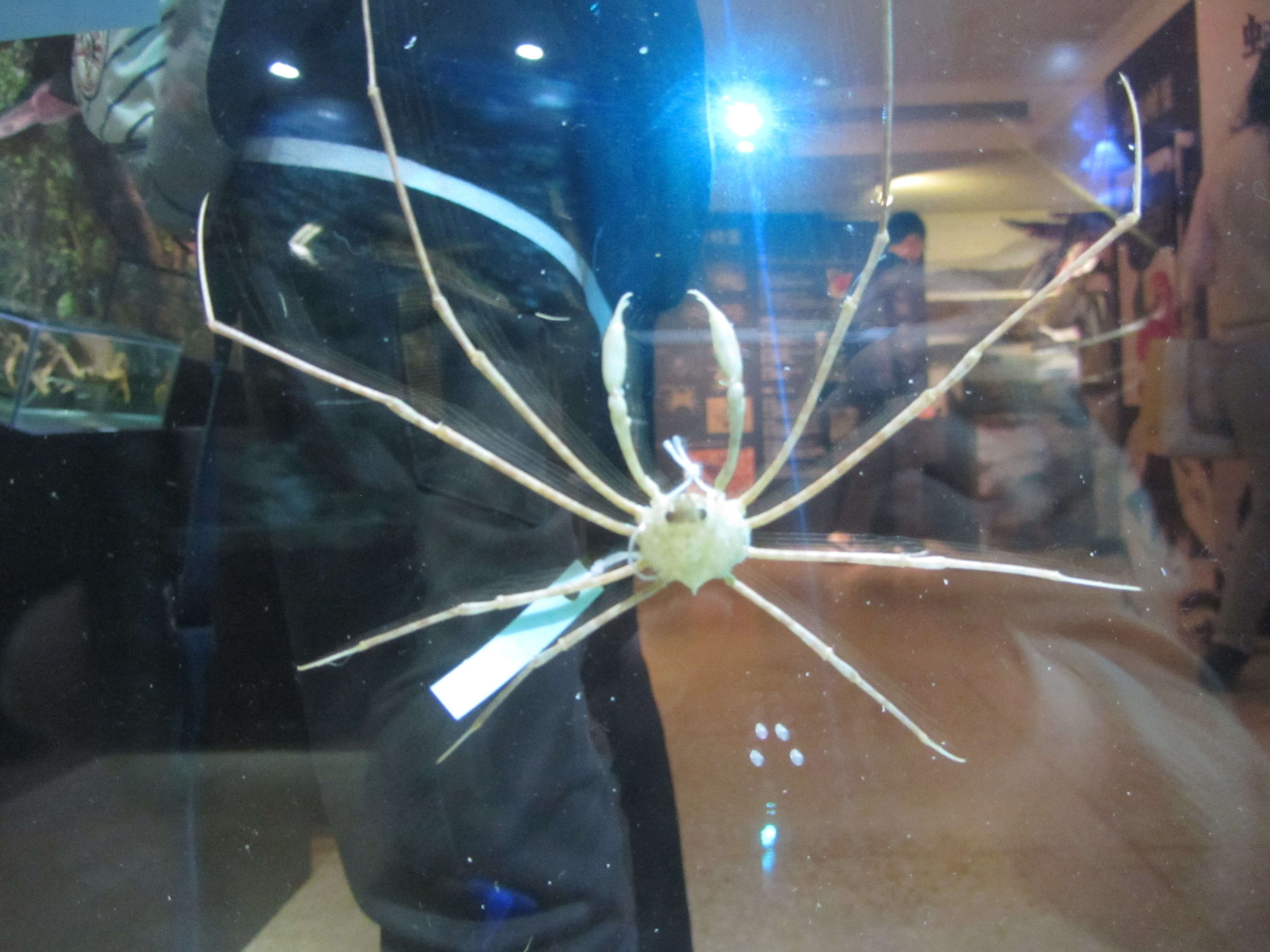
Phalangipus filiformis
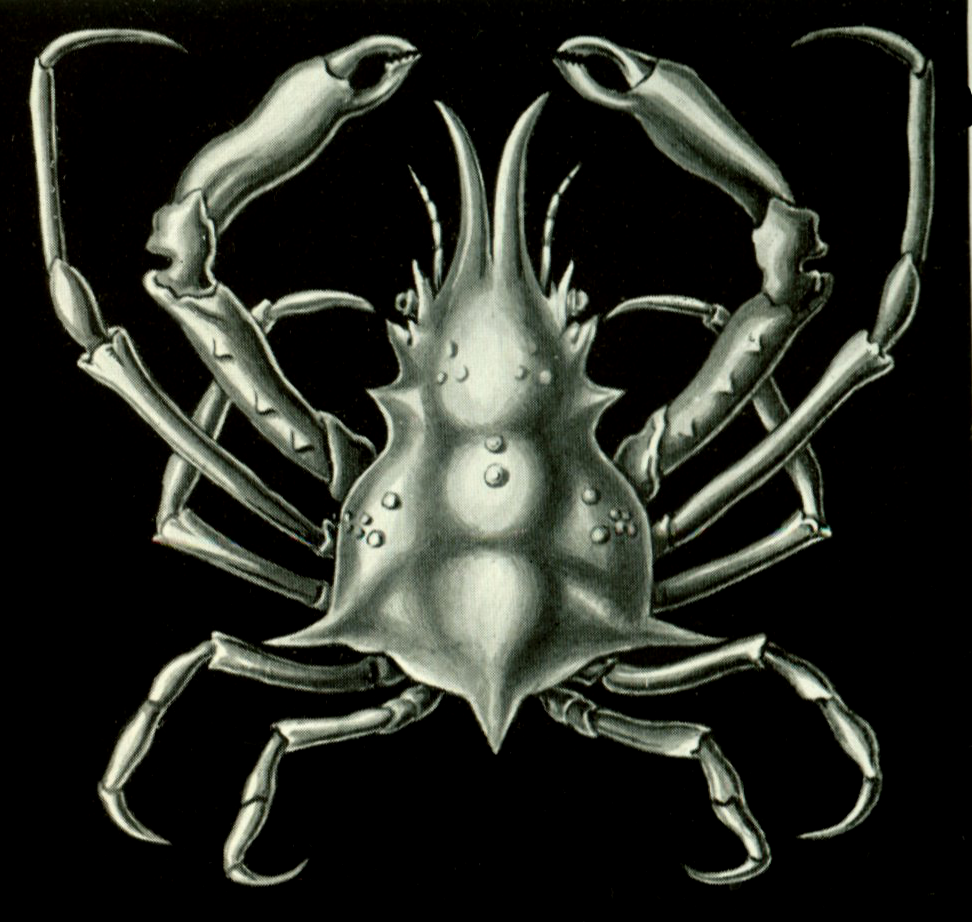
Pisa armata
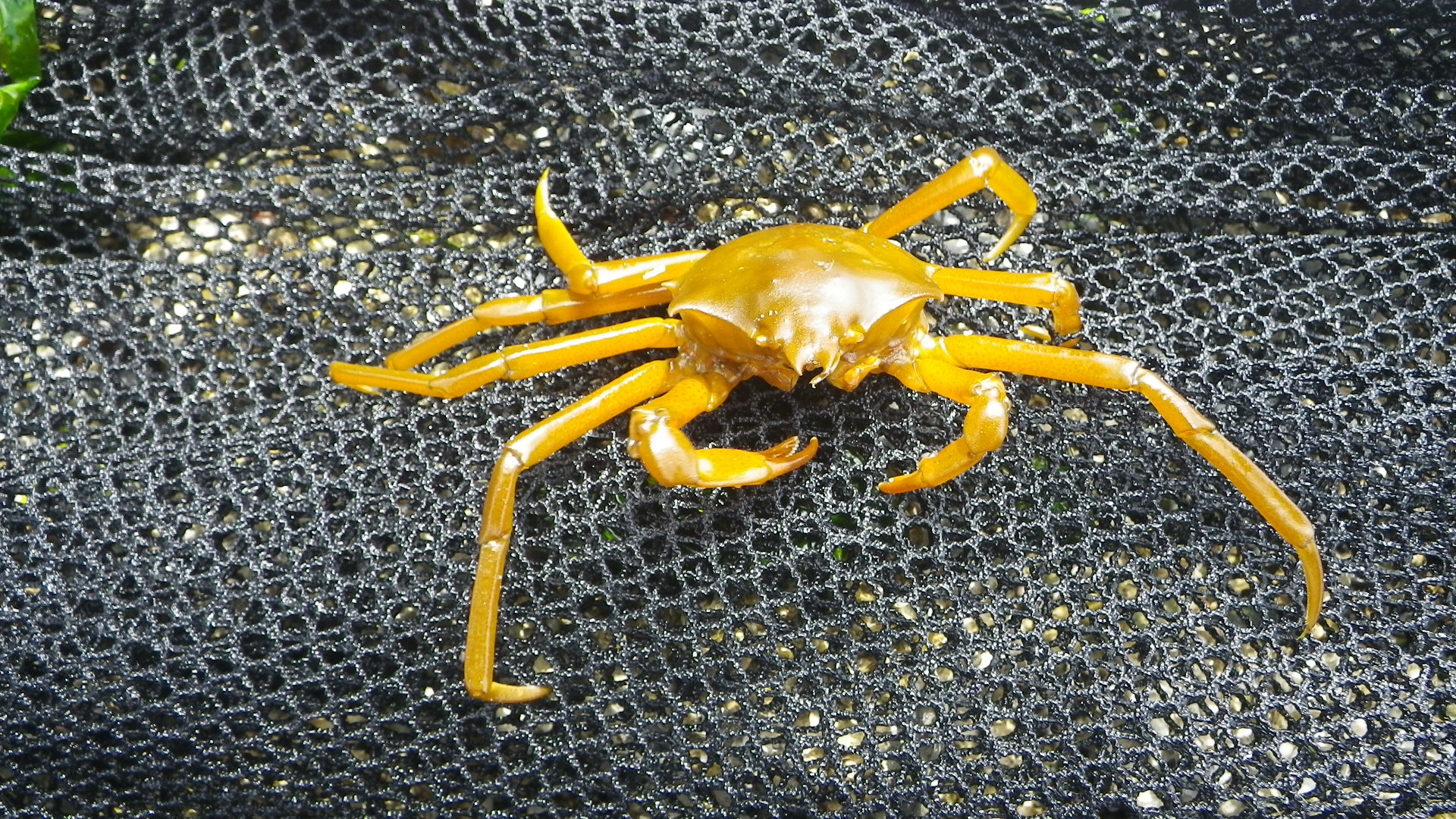
Pugettia productus
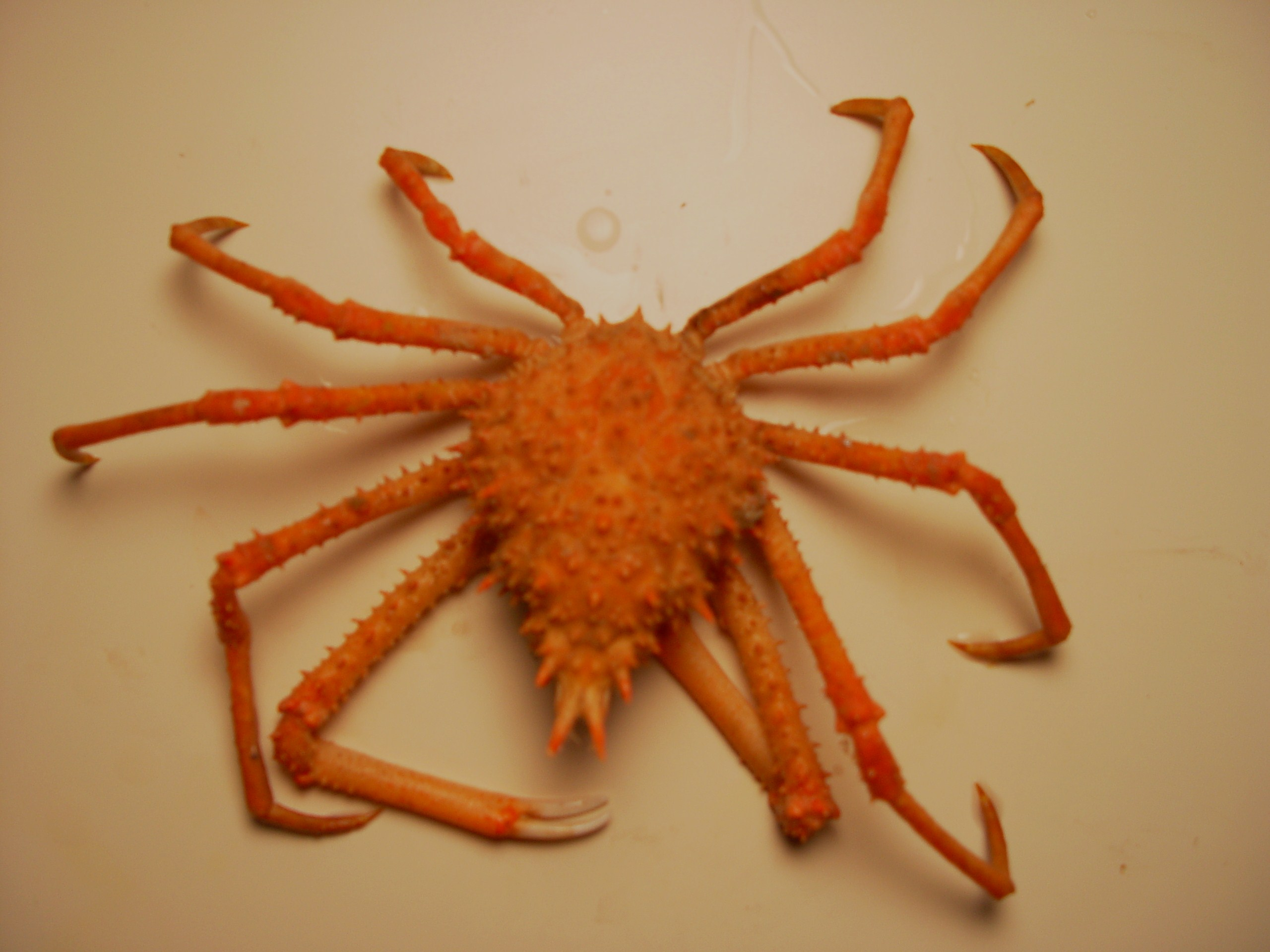
Rochinia crassa
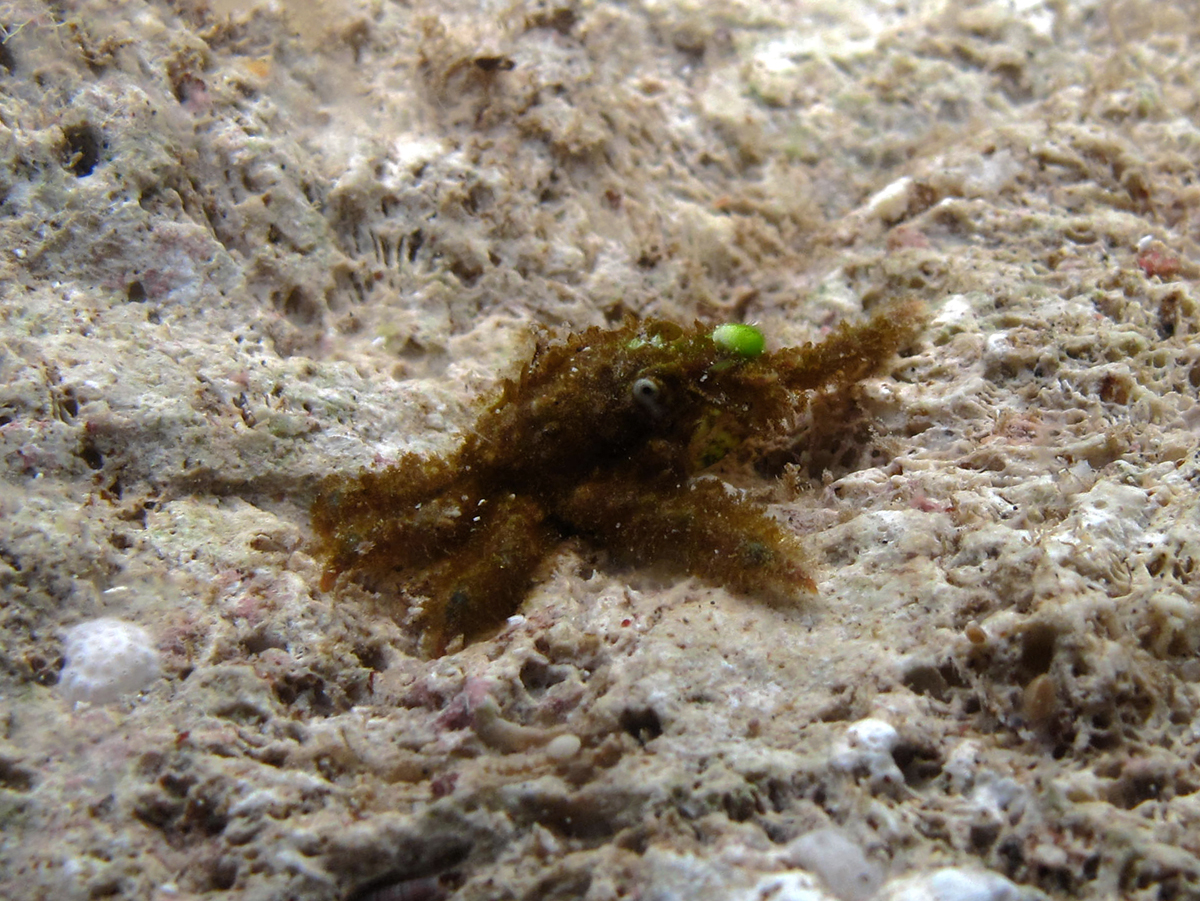
Tylocarcinus styx
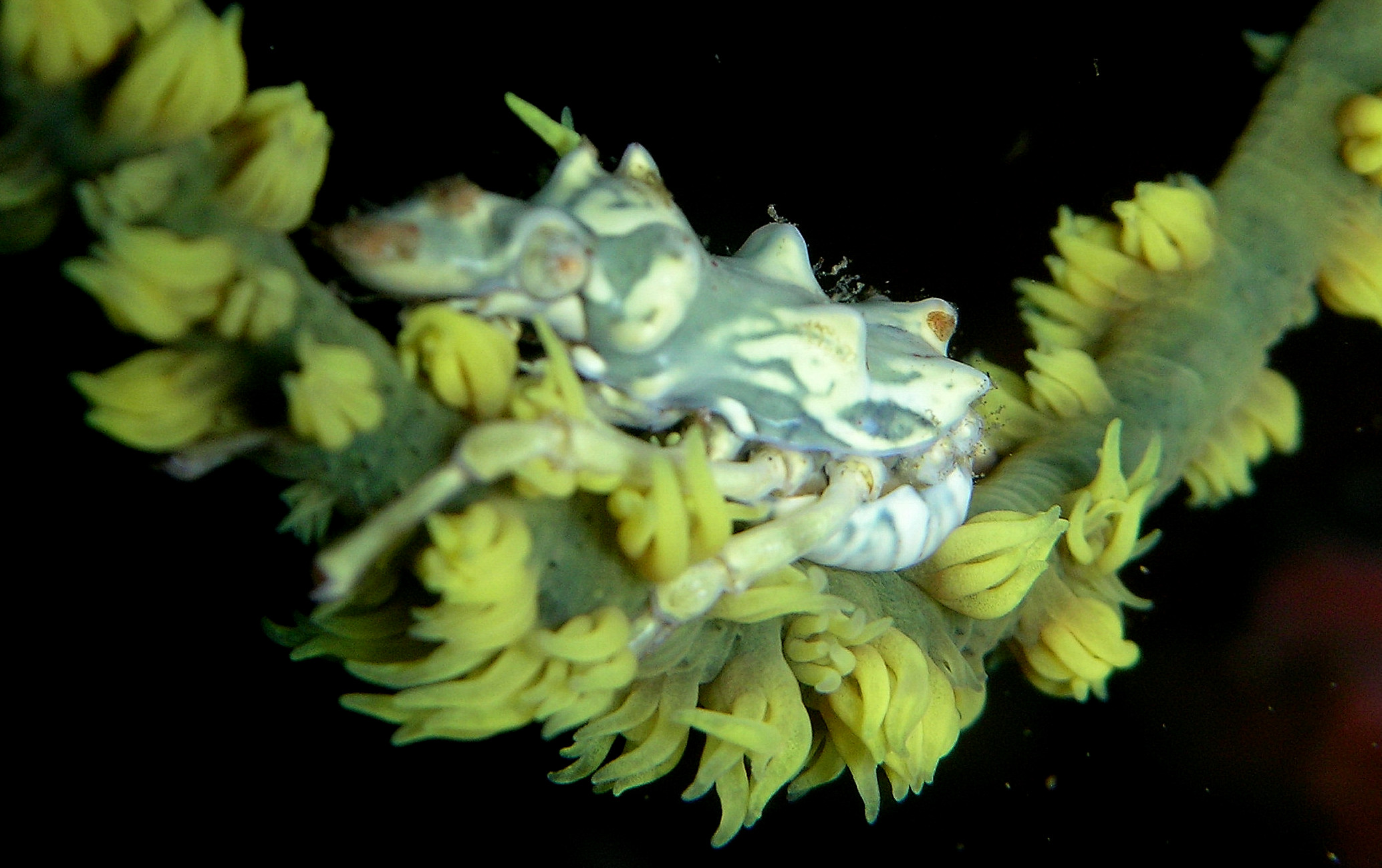
Xenocarcinus tuberculatus